# Декрет о миру
Декрет о миру је усвојен на Другом конгресу радничких и сељачких депутаната, 8. новембра (26. октобра по старом календару) 1917. године. Аутор Декрета о миру је Владимир Лењин. Декрет о миру је проглашавао моментално повлачење Русије из Првог светског рата, и тражио да све стране прекину међусобна ратна дејства без анексије туђих територија и захтева за плаћањем ратне одштете.